# Byvågåsane
Die Byvågåsane (norwegisch für Stadtbuchtgipfel) bestehen aus drei niedrigen und nebeneinander angeordneten Bergen an der Prinz-Harald-Küste des ostantarktischen Königin-Maud-Lands. Sie ragen am Ostufer der Bucht Byvågen auf der Ostseite der Lützow-Holm-Bucht auf.
Norwegische Kartografen, die sie in Anlehnung an die Benennung der vorgelagerten Bucht benannten, kartierten sie anhand von Luftaufnahmen, die bei der Lars-Christensen-Expedition 1936/37 entstanden.